# 1408
1408（千四百八、せんよんひゃくはち）は自然数、また整数において、1407の次で1409の前の数である。

## 性質
- 1408は合成数であり、約数は 1, 2, 4, 8, 11, 16, 22, 32, 44, 64, 88, 128, 176, 352, 704, 1408 である。
  - 約数の和は3060。(オンライン整数列大辞典の数列 A000203)
- 1408 = 27 × 11
  - 2つの異なる素因数の積で p7 × q の形で表せる4番目の数である。1つ前は896、次は1664。(オンライン整数列大辞典の数列 A179664)
  - 重複も含めてちょうど8個の素数の積で割り切ることができる10番目の数である。1つ前は1344、次は1440。(オンライン整数列大辞典の数列 A046310)
  - 11個の正の整数の7乗の和で表せる12番目の数である。1つ前は1281、次は2197。(オンライン整数列大辞典の数列 A003378)
  - 11 × 2n  における、n = 7 の値とみたとき、1つ前は704、次は2816。(オンライン整数列大辞典の数列 A005015)
- 1408 = 25 × (25 + 12)
  - n = 32 のときの n(n + 12) の値とみたとき、1つ前は1333、次は1485。(オンライン整数列大辞典の数列 A098847)
- 22番目の八角数である。1つ前は1281、次は1541。(オンライン整数列大辞典の数列 A000567)
- 1408 = 162 + 242 + 242
  - 3つの平方数の和1通りで表せる147番目の数である。1つ前は1344、次は1456。(オンライン整数列大辞典の数列 A025321)
- 1408 = 82 + 82 + 162 + 322
  - 4つの平方数の和1通りで表せる59番目の数である。1つ前は1280、次は1664 。(オンライン整数列大辞典の数列 A025357)
- 各位の和が13になる110番目の数である。1つ前は1390、次は1417。
  - 各位の平方和が平方数になる92番目の数である。1つ前は1393、次は1422。(オンライン整数列大辞典の数列 A175396)
- 約数の和が1408になる数は2個ある。(903, 1333) 約数の和2個で表せる89番目の数である。1つ前は1386、次は1428。

## その他 1408 に関連すること
- スティーヴン・キングの短編小説に『一四〇八号室』（原題：1408、『幸運の25セント硬貨』所収）がある。2007年に映画化された (1408号室) 。